# .gq
.gq — в Інтернеті, національний домен верхнього рівня (ccTLD) для Екваторіальної Гвінеї.